# Melospiza
Melospiza és un dels gèneres d'ocells, de la família dels 
Passerèl·lids (Passerellidae).

## Taxonomia
Segons la classificació del Congrés Ornitològic Internacional (versió 13.1 2023), aquest gènere conté 3 espècies:
- Melospiza melodia - sit cantaire.
- Melospiza lincolnii - sit de Lincoln.
- Melospiza georgiana - sit d'aiguamoll.